# 傳說對決
《Garena 傳說對決》是一款組隊競技遊戲，由天美工作室群和Garena聯合開發，由Garena、網石遊戲及Level Infinite發行。於2016年10月1日在Android測試，並於兩週後正式開放下載。它被視為《王者荣耀》的姊妹作。

## 玩法
又稱為MOBA遊戲，以第三人稱視角進行。在遊戲中玩家需要選擇一位「英雄」進行操控，並且這些英雄各自都有不同的技能。傳說對決是一款可以有效鍛鍊大腦的遊戲，英雄初始等級1級，透過玩家擊殺小兵、擊敗敵方英雄或遊戲中的野怪以進行自身角色的升級（一般模式中最高等級為15級），玩家可以在遊戲中購買適當的裝備讓自己所遊玩的角色變得更加強大。傳說對決有各種不同的遊玩模式，而一般模式的勝利條件是摧毀敵方主堡，此遊戲需運用到角色操控技巧與邏輯概念等。

### 遊戲版本
- 目前為「超級傳說日版本」（1.59.1.9）[7]

### 遊戲模式

#### 對戰模式
- 排位賽（5v5實戰，目前2025 S3賽季）
- 傳說之巔（排位賽段位星耀以上可參加，限時開放）
- 傳說戰場（5v5實戰）
- 風暴峽谷（3v3實戰）
- 黑域競技場（1v1實戰）
- 訓練營（自由練習）
- 中路亂鬥（5v5）
- 冠軍賽（5v5，共有4天，在活動當天的20:00-22:30開啟，排位賽季末出現）（C18冠軍賽時間：2025年6月7日至2025年6月28日）

#### 娛樂模式
- 魔法棋（分為休閒賽和排位賽）
- 快速5v5（5v5）
- 懷舊5v5（5v5）
- 隨機單中（5v5）
- 神威爆發（5v5）
- 覺醒幻化（5v5）
- 超限之戰（5v5）
- 秘法狂潮（5v5）
- 超魔鬥場（5v5）
- 幻影激鬥（5v5）
- 幻影夢魘（5v5）
- 飛鉤奪寶戰（5v5）
- 魔法連環戰（5v5）
- 福星降臨（5玩家v5電腦）
- 混沌大亂鬥（10v10）
- 咒靈祓除大作戰（3v3）
- 雙人飛車賽（2v2v2v2v2）
- 死鬥競技場（2v2v2v2v2）

### 英雄職業與分路
截至2025年7月2日，共有127位英雄（包含-重做英雄：海倫、凱恩、森圖爾特 移除英雄：佩娜、DC蝙蝠俠、DC小丑），目前實際英雄為124位，每隻英雄都可透過遊玩對局獲得熟練度（熟練度不倒扣），若遊玩排位賽或是傳說之巔模式獲勝可獲得傳說戰力，但是對局失敗或是超過1週未使用該英雄傳說戰力會倒扣，但英雄戰力過低失敗不會倒扣有時反而會增加。將英雄劃分為六種職業及五個分路，每個英雄會根據自身的職業擁有相對應的屬性，而部分英雄具有有多重定位。英雄造成傷害的類型共有三種：物理傷害、魔法傷害以及真實傷害。部分英雄會同時擁有造成多種屬性傷害的能力。「真實」傷害，無論是物理或魔法防禦的裝備也無法與之抗衡。

#### 英雄職業
- 射手（Marksman）：擁有遠距離攻擊能力和持續輸出能力的英雄，通常是以普通攻擊為主要輸出手段，並對敵方造成持續性物理或者魔法傷害。
- 法師（Mage）：擁有造成高額瞬間傷害或持續性消耗的技能傷害能力的英雄。以技能為主要輸出手段，並對敵方造成魔法傷害，通常是因為他們的普通攻擊傷害較低。
- 刺客（Assassin）：擁有瞬間造成單體高額傷害並快速擊殺敵方後排能力的英雄。此職業的英雄在團戰時，多從敵軍後方或側翼切入以快速擊殺敵方輸出位。
- 坦克（Tank）：擁有較高生命值以及防禦的英雄，在團戰中為隊友承擔大量傷害，通常此職業造成的傷害較低。
- 戰士（Warrior）：擁有刺客與坦克優點的英雄，各項能力值較為平均。為配合隊伍需要，根據玩家對於裝備的選擇，也能夠擔任坦克或刺客的職業。
- 輔助（Support）：輔助位的英雄都具備著一定的控場技能或團隊增益能力來輔佐團隊。

#### 英雄分路
- 凱薩路（Dark Slayer Line）：以主職業坦克、戰士為主，作為隊伍中的前排，擁有一定的承傷以及輸出能力。
- 打野（Jungle）：以主職業刺客、戰士為主，以射手作為打野則較少，由於在對局中是最早升至4級的角色，需要帶動全隊的節奏，通過滾雪球的方式提高經濟，以提高在對局中的影響力，在前期時也可以視情況決定是否干擾敵方野區使敵方較難發育。
- 中路（Mid Line）：以主職業法師為主，也是隊伍中的輸出位之一，承擔隊伍中魔法傷害的來源，但法師推塔速度較慢。
- 魔龍路（Abyssal Dragon Line）：以主職業射手為主，是隊伍中的輸出位之一，通常在前期會以發育為主，承擔隊伍中傷害來源。
- 輔助（Support）：以主職業輔助、坦克為主 是看隊友英雄為主，用途為輔佐其他隊友，有時輔助需要視情況顧野區、探草、控場或是輔佐其他分路，也可根據策略和打野干擾敵方野區使敵方較難發育，也可使用控制技能給予輸出位更好的輸出空間。

### 排位賽
段位
段位分級：由低到高分別為 青銅(I-III)、白銀(I-III)、黃金(I-IV)、鉑金(I-V)、鑽石(I-V)、星耀(I-V)、戰場傳說(0-9星)、先鋒傳說-光影(10-19星)、先鋒傳說-天際(20-29星)、先鋒傳說-新月(30-39星)、先鋒傳說-星域(40-49星)、璀璨傳說-永恆傳說(50-99星)、絕世傳說-永恆傳說(100+星)、永恆傳說(50+星且全服前50名)
段位加扣星
- 加分和加星：

1.排位賽勝利時可加100分
2.累計分數達100時可加1星
3.得到金牌或銀牌評價可額外加分
4.使用勝方MVP加星卡或使用勝方MVP加星卡可額外加100分（100分相當於1顆星）
5.隊友掛機達一定程度勝利時可獲得積極對抗星
- 扣分和扣星：

1.扣100分相當於扣一顆星星
2.排位賽戰敗時會扣除100分
3.段位達到戰場傳說(含)以上時一週未進行排位賽會扣除100分
4.青銅段位不會扣分
- 保星機制：

保星：排位賽戰敗時可以免於扣星
1.排位賽戰敗時使用戰敗加星卡可以獲得1次保星
2.排位賽戰敗MVP時使用戰敗MVP加星卡可以獲得1次保星
3.排位賽戰敗MVP時達到且一定程度的分數可以直接獲得保星或是勇者積分積極對抗分
4.隊友掛機達一定程度戰敗時且表現優良可以獲得隊友掛機補償星
5.該賽季第一場戰敗保星
6.達該段位滿星可獲得升段保星(一個段位在該賽季
只會有一次升段保星)(升段或戰敗觸發該保星機會後失效)(戰場傳說以上沒有此保星制度)
7.回歸每天有三次"多人"組隊牌位不掉分
- 賽季繼承:
- 2025 S3賽季 過戰測試 排位賽時間：2025年7月2日-2025年10月15日（結算時間以官方公告為準）

經過跨季時會下降一定的段位
跨季前      ---      跨季後
璀璨傳說51星以上 ---      星耀II
戰場傳說41-50星  ---      星耀III  (備註:50星時為璀璨傳說)
戰場傳說31-40星  ---      星耀IV
戰場傳說21-30星  ---      星耀V
戰場傳說11-20星  ---      鑽石I
戰場傳說0-10星   ---      鑽石II
星耀I、II        ---      鑽石III
星耀III、IV      ---      鑽石IV
星耀V            ---      鑽石V
鑽石I、II        ---      鉑金I
鑽石III、IV      ---      鉑金II
鑽石V            ---      鉑金III
鉑金I、II        ---      鉑金IV
鉑金III、IV      ---      鉑金V
鉑金V            ---      黃金I
黃金I            ---      黃金II
黃金II           ---      黃金III
黃金III      ---          黃金IV
(最終結果以官方為準）
青銅、白銀、黃金IV段位不受跨季結算改變
- 競賽模式（Ban And Pick模式，簡稱BP模式）

當段位達到鑽石以上、則會採取競賽模式進行排位賽
規則：分為紅、藍方，藍方首選
| 藍方（首選方） | 紅方（後選方） |
| -------------- | -------------- |
| 藍方1樓        | 紅方1樓        |
| 藍方2樓        | 紅方2樓        |
| 藍方3樓        | 紅方3樓        |
| 藍方4樓        | 紅方4樓        |
| 藍方5樓        | 紅方5樓        |

流程:
- 一、禁用英雄

1.藍方3、4、5樓、紅方3、4、5樓同時禁用1隻英雄，每隊禁用3隻英雄，共禁用6隻英雄
2.若未在時間內完成禁用則該局不會再有機會禁用英雄
- 二、選用英雄

1.藍方1樓選擇英雄
2.紅方1、2樓選擇英雄
3.藍方2、3樓選擇英雄
4.紅方3、4樓選擇英雄
5.藍方4、5樓選擇英雄
6.紅方5樓選擇英雄
選用英雄時同一方可以幫較後面選擇英雄的人進行幫搶英雄，並雙方互換樓層
極端陣容重開機制：若某方在選英雄過程中陣容不平衡，則會觸發極端陣容重開，不平衡方玩家可進行投票決定是否重開，若投票決定重開則會退出排位賽且不計算成績(通常同一方職業有3隻射手以上會觸發)
若同一天重開3次以上則會面臨禁止配對懲罰[3次:1分鐘，4次以上:(N次-3)*2的平方分鐘]
- 三、最後調整

1.同一方可以在此時決定和同一方使用英雄進行交換

## 非國際賽事

### 赛事列表
| 賽事名稱                                     | 賽事範圍                    | 主辦城市       | 創立年份 | 舉辦時間                               | 參賽隊伍    | 現任冠軍                     |
| 頂級賽事                                     | 頂級賽事                    | 頂級賽事       | 頂級賽事 | 頂級賽事                               | 頂級賽事    | 頂級賽事                     |
| -------------------------------------------- | --------------------------- | -------------- | -------- | -------------------------------------- | ----------- | ---------------------------- |
| GCS職業聯賽 （Garena Challenger Series）     | 臺灣 香港 澳門              | 台北 高雄 新北 | 2017     | 3月至5月（春季赛） 8月至10月（夏季赛） | 6           | FW （2025年/春季赛）         |
| RPL職業聯賽 （RoV Pro League）               | 泰國                        | 曼谷           | 2017     | 2月至4月（夏季赛） 8月至10月（冬季赛） | 8           | EA （2025年/夏季赛）         |
| AOG職業聯赛 （Arena of Glory）               | 越南                        | 胡志明市 峴港  | 2017     | 2月至5月（春季赛） 8月至10月（冬季赛） | 8           | SGP （2025年/春季赛）        |
| ASL職業聯赛 （AOV Star League）              | 印尼 新加坡 馬來西亞 菲律賓 | 線上對決       | 2018     | 5月（春季赛）                          | 8（季後賽） | CFX （2025年/春季赛）        |
| 次級賽事                                     |                             |                |          |                                        |             |                              |
| TPDC聯賽 （Tu Phuong Dai Chien）             | 越南                        | 順化           | 2021     | 3月至5月（春季赛） 9月至11月（冬季赛） | 16          | HCMC （2025年/春季赛）       |
| 業餘賽事                                     |                             |                |          |                                        |             |                              |
| 傳說城市賽 （Legend of City）                | 臺灣                        | 台北 高雄 台中 | 2017     | 不定                                   | 不定        | S13賽季                      |
| 傳說城市賽 （Legend of City）                | 臺灣                        | 台北 高雄 台中 | 2017     | 不定                                   | 不定        | BMG7戰隊 （台北場）          |
| 傳說城市賽 （Legend of City）                | 臺灣                        | 台北 高雄 台中 | 2017     | 不定                                   | 不定        | LKT戰隊 （高雄場）           |
| 泰國城市錦標賽 （RoV Valor City Tournament） | 泰國                        | 泰國各地       | 2023     | 5月至6月                               | 4（決賽輪） | CMES （2025年）              |
| 校園賽事                                     |                             |                |          |                                        |             |                              |
| ACS校園聯賽 （Arena of Valor Campus Series） | 臺灣                        | 新北 線上對決  | 2020     | 3月至6月（夏季賽） 9月至11月（冬季赛） | 8           | 稻江哈士奇 （2025年/夏季赛） |
| 校園傳說 （Legend of Campus）                | 臺灣                        | 台北 線上對決  | 2017     | 1月至2月                               | 不定        | 2025 S1賽季                  |
| 校園傳說 （Legend of Campus）                | 臺灣                        | 台北 線上對決  | 2017     | 1月至2月                               | 不定        | 黎明企鵝 （高中暨大專組）    |
| 校園傳說 （Legend of Campus）                | 臺灣                        | 台北 線上對決  | 2017     | 1月至2月                               | 不定        | 我的綽號叫閃電 （國中組）    |

### 職業賽事
現存賽制
- GCS職業聯賽（台港澳職業聯賽）：《Garena Challenger Series》於2017年啟動，每年進行春、夏兩季。
- AOG職業聯赛（越南職業聯賽）：《Arena of Glory》於2017年啟動，每年進行春、冬兩季。
- RPL職業聯賽（泰國職業聯賽）：《RoV Pro League》於2017年啟動，每年進行夏、冬兩季。
- ASL職業聯赛（印尼、新馬菲職業聯賽）：《AOV Star League》於2018年啟動，每年進行春、冬兩季。

停辦賽事
- PSPL職業聯賽（韓國職業聯賽）：《Penta Storm Premier League》曾於2017年舉辦一個賽季。
- VSE職業聯賽（歐洲職業聯賽）：《Valor Series Europe》在2018年-2019年舉辦共三個賽季。
- VSNA職業聯賽（北美洲職業聯賽）：《Valor Series North America》在2018年-2019年舉辦共三個賽季。
- VSLA職業聯賽（中南美洲職業聯賽）：《Valor Series Latin America》在2018年-2019年舉辦共三個賽季。
- AJL職業聯賽（日本職業聯賽）：《Arena of Valor Japan League》曾於2020年舉辦一個賽季。
- APL BR職業聯賽（巴西職業聯賽）：《AOV Pro League Brasil》曾於2022年舉辦一個賽季。

## 國際賽事

### Throne of glory（TOG東南亞區域賽）
| 屆數 | 年度   | 時間                   | 比賽地點 | 參賽隊伍 | 總獎金    | 參考  |
| ---- | ------ | ---------------------- | -------- | -------- | --------- | ----- |
| 1    | 2017年 | 2017/07/15至2017/07/16 | 越南河內 | 8隊      | 6.4萬美金 | [ 8 ] |

### Arena of Valor International Championship（AIC國際錦標賽）
| 屆數 | 年度   | 時間                   | 比賽地點                                    | 參賽隊伍       | 總獎金    | 參考          |
| ---- | ------ | ---------------------- | ------------------------------------------- | -------------- | --------- | ------------- |
| 1    | 2017年 | 2017/11/23至2017/11/26 | 韓國首爾                                    | 12隊           | 50萬美金  | [ 9 ] [ 10 ]  |
| 2    | 2018年 | 2018/11/23至2018/12/16 | 越南胡志明市（預選賽） 泰國曼谷（其餘賽事） | 16隊           | 60萬美金  | [ 11 ] [ 12 ] |
| 3    | 2019年 | 2019/11/05至2019/11/24 | 泰國曼谷                                    | 12隊           | 50萬美金  | [ 13 ] [ 14 ] |
| 4    | 2020年 | 2020/11/19至2020/12/20 | 線上對決                                    | 12隊（原15隊） | 50萬美金  | [ 15 ] [ 16 ] |
| 5    | 2021年 | 2021/11/27至2021/12/19 | 線上對決                                    | 14隊           | 100萬美金 | [ 17 ] [ 18 ] |
| 6    | 2022年 | 2022/06/16至2022/07/10 | 線上對決 越南胡志明市（部分賽區）           | 15隊（原16隊） | 200萬美金 | [ 19 ] [ 20 ] |
| 7    | 2023年 | 2023/11/09至2023/12/24 | 越南胡志明市（正賽） 線上對決（外卡選拔賽） | 18隊           | 50萬美金  | [ 21 ] [ 22 ] |
| 8    | 2024年 | 2024/11/30至2024/12/29 | 越南胡志明市                                | 16隊           | 50萬美金  | [ 23 ] [ 24 ] |

### Arena of Valor World Cup（AWC世界盃）
| 屆數 | 年度   | 時間                   | 比賽地點   | 參賽隊伍 | 總獎金   | 參考                                      |
| ---- | ------ | ---------------------- | ---------- | -------- | -------- | ----------------------------------------- |
| 1    | 2018年 | 2018/06/17至2018/06/24 | 泰國曼谷   | 12隊     | 無       | [ 25 ] [ 26 ] [ 27 ] [ 28 ] [ 29 ] [ 30 ] |
| 1    | 2018年 | 2018/07/17至2018/07/29 | 美國洛杉磯 | 12隊     | 55萬美元 | [ 25 ] [ 26 ] [ 27 ] [ 28 ] [ 29 ] [ 30 ] |
| 2    | 2019年 | 2019/06/27至2019/07/14 | 越南峴港   | 12隊     | 50萬美元 | [ 31 ] [ 32 ] [ 33 ]                      |
| 3    | 2021年 | 2021/06/19至2021/07/18 | 線上對決   | 16隊     | 50萬美元 | [ 34 ] [ 35 ] [ 36 ] [ 37 ]               |

### Arena of Valor Premier League（APL超級職業聯賽）
| 屆數 | 年度   | 時間                   | 比賽地點                            | 參賽隊伍 | 總獎金    | 參考                 |
| ---- | ------ | ---------------------- | ----------------------------------- | -------- | --------- | -------------------- |
| 1    | 2020年 | 2020/06/19至2020/07/26 | 線上對決                            | 14隊     | 35萬美元  | [ 38 ] [ 39 ]        |
| 2    | 2022年 | 2022/11/16至2022/12/11 | 越南胡志明市                        | 12隊     | 100萬美元 | [ 40 ] [ 41 ] [ 42 ] |
| 3    | 2023年 | 2023/06/09至2023/07/23 | 泰國曼谷（正賽） 線上對決（外卡賽） | 19隊     | 50萬美元  | [ 43 ] [ 44 ]        |
| 4    | 2024年 | 2024/06/12至2024/07/07 | 泰國曼谷                            | 16隊     | 50萬美元  | [ 45 ] [ 46 ]        |
| 5    | 2025年 | 2025/05/22至2025/07/20 | 泰國曼谷（正賽） 線上對決（外卡賽） | 20隊     | 50萬美元  | [ 47 ] [ 48 ]        |

### Asian Games（亞洲運動會）
| 年度   | 時間                   | 比賽地點     | 參賽隊伍 | 參考                                      |
| ------ | ---------------------- | ------------ | -------- | ----------------------------------------- |
| 2018年 | 2018/08/26             | 印尼雅加達   | 8隊      | [ 49 ] [ 50 ] [ 51 ] [ 52 ] [ 53 ] [ 54 ] |
| 2023年 | 2023/09/24至2023/09/26 | 中國大陸杭州 | 15隊     | [ 55 ] [ 56 ] [ 57 ] [ 58 ] [ 59 ]        |

## 獎項及提名

### 遊戲類
| 類別                         | 年度   | 名字                                | 獎項                             | 結果 | 參考          |
| ---------------------------- | ------ | ----------------------------------- | -------------------------------- | ---- | ------------- |
| 熱門手遊排行                 | 2017年 | 《Strike of Kings(Realm of Valor)》 | 第一名                           | 獲獎 |               |
| 年度最佳競技遊戲             | 2017年 | 《Strike of Kings(Realm of Valor)》 | 歐洲 Google Play年度最佳競技遊戲 | 獲獎 |               |
| 第十屆巴哈姆特遊戲動漫大賞   | 2017年 | 《Garena 傳說對決》                 | 遊戲類-行動裝置年度最佳遊戲      | 提名 | [ 60 ]        |
| 最佳電競熱門遊戲             | 2017年 | 《Arena of Valor》                  | 最佳電競熱門遊戲第24名           | 獲獎 | [ 61 ]        |
| 年度最受歡迎遊戲             | 2018年 | 《Garena 傳說對決》                 | 台灣 Google Play年度最受歡迎遊戲 | 獲獎 |               |
| 金搖桿獎                     | 2018年 | 《Arena of Valor》                  | 最佳競技遊戲                     | 提名 | [ 62 ] [ 63 ] |
| 粉絲最受歡迎手遊             | 2018年 | 《Arena of Valor》                  | 粉絲最受歡迎手遊Top5             | 獲獎 | [ 64 ]        |
| 第十一屆巴哈姆特遊戲動漫大賞 | 2018年 | 《Garena 傳說對決》                 | 年度十大人氣遊戲獎               | 提名 | [ 65 ]        |
| 最佳電競熱門遊戲             | 2018年 | 《Arena of Valor》                  | 最佳電競熱門遊戲第8名            | 獲獎 | [ 66 ]        |
| 第十二屆巴哈姆特遊戲動漫大賞 | 2019年 | 《Garena 傳說對決》                 | 年度十大人氣遊戲獎               | 提名 | [ 67 ]        |
| 最佳電競熱門遊戲             | 2019年 | 《Arena of Valor》                  | 最佳電競熱門遊戲第7名            | 獲獎 | [ 68 ]        |
| 第十三屆巴哈姆特遊戲動漫大賞 | 2020年 | 《Garena 傳說對決》                 | 年度十大人氣遊戲獎               | 提名 | [ 69 ]        |
| 最佳電競熱門遊戲             | 2020年 | 《Arena of Valor》                  | 最佳電競熱門遊戲第2名            | 獲獎 | [ 70 ]        |
| 2020行動遊戲活躍用戶         | 2020年 | 《Arena of Valor》                  | 台灣行動遊戲活躍用戶數量第1名    | 獲獎 | [ 71 ]        |
| 最佳電競熱門遊戲             | 2021年 | 《Arena of Valor》                  | 最佳電競熱門遊戲第5名            | 獲獎 | [ 72 ]        |
|                              |        |                                     |                                  |      |               |

### 音樂類
| 類別                                            | 年度      | 名字                                | 獎項                                                 | 結果 | 參考   |
| ----------------------------------------------- | --------- | ----------------------------------- | ---------------------------------------------------- | ---- | ------ |
| 第15屆年度電玩音頻網絡協會獎                    | 2017年    | 《Strike of Kings(Realm of Valor)》 | 最佳休閒/社交遊戲配樂                                | 獲獎 | [ 73 ] |
| 第15屆年度電玩音頻網絡協會獎                    | 2017年    | 《Strike of Kings(Realm of Valor)》 | 最佳原創音樂                                         | 獲獎 | [ 73 ] |
| 第8屆好萊塢音樂傳媒大獎 8th Annual HMMA Winners | 2017年    | 《Strike of Kings(Realm of Valor)》 | 最佳原創配樂-手機遊戲                                | 提名 | [ 74 ] |
| 國家遊戲貿易評論學院 NAVGTR Awards              | 2017年    | 《Strike of Kings(Realm of Valor)》 | 最佳新IP原創戲劇性音樂                               | 獲獎 | [ 75 ] |
| 第24屆傳訊優異大賞 Communicator Award           | 2018年    | 《Arena of Valor Trailer》          | Jeff Broadbent Audio Corporation 最佳遊戲原聲音樂    | 獲獎 | [ 76 ] |
| 第9屆好萊塢音樂傳媒大獎 9th Annual HMMA Winners | 2018年    | 《Flip the Word》                   | 最佳手機遊戲原聲配樂                                 | 獲獎 | [ 76 ] |
| 第9屆好萊塢音樂傳媒大獎 Jerry Goldsmith Awards  | 2018年    | 《Flip the Word》                   | 最佳遊戲原聲音樂                                     | 獲獎 | [ 76 ] |
| 國際網路視頻奬 W3 AWARD                         | 2018年    | 《Arena of Valor Trailer》          | Jeff Broadbent Audio Corporation 最佳視頻配樂 - 金獎 | 獲獎 | [ 77 ] |
| 全球音樂獎 Global Music Awards                  | 2018年5月 | Matthew Earl 最佳遊戲作曲           | 最佳遊戲作曲 - 銀獎                                  | 獲獎 |        |
| 全球音樂獎 Global Music Awards                  | 2018年9月 | Matthew Earl 最佳遊戲作曲           | 最佳遊戲作曲 - 銀獎                                  | 獲獎 |        |
| 全球音樂獎 Global Music Awards                  | 2019年    | 《Flip the Word》                   | 最佳遊戲作曲 - 金獎                                  | 獲獎 | [ 78 ] |

## 外部連結
- 官方网站